# 30 de Kislev
El 30 de Kislev (en hebreo: ל' בכסלו‎ Lámed beKislev) es un día del calendario hebreo que ocurre en años comunes y bisiestos kesidrá (354 y 384 días) y shelemá (355 y 385 días).

## Período
Durante los años 5761-5860 del calendario hebreo, el 30 de Kislev ocurre entre los siguientes períodos del calendario gregoriano:
| Duración de los años | 30 de Kislev                                    |
| -------------------- | ----------------------------------------------- |
| 354 días             | 13 de diciembre–1 de enero (años comunes)       |
| 355 días             | 14 de diciembre–1 de enero (años comunes)       |
| 384 días             | 4 de diciembre–12 de diciembre (años bisiestos) |
| 385 días             | 3 de diciembre–13 de diciembre (años bisiestos) |

## Cumpleaños
- En años comunes y bisiestos jaserá (353 y 383 días), los nacidos el 30 de Kislev celebran sus cumpleaños el 1 de Tevet (א' בטבת).
- En años comunes y bisiestos kesidrá (354 y 384 días) y shelemá (355 y 385 días), celebran sus cumpleaños el 30 de Kislev (ל' בכסלו).